# Mörsil
Mörsil est une localité de Suède située dans la commune d'Åre du comté de Jämtland. Elle couvre une superficie de 1,22 km2. En 2010, elle compte 686 habitants.